# Нова Сьвідзялувка
Нова Сьвідзялувка (пол. Nowa Świdziałówka) — село в Польщі, у гміні Кринки Сокульського повіту Підляського воєводства.
Населення — 21 особа (2011).
У 1975-1998 роках село належало до Білостоцького воєводства.

## Демографія
Демографічна структура станом на 31 березня 2011 року:
|          | Загалом | Допрацездатний вік | Працездатний вік | Постпрацездатний вік |
| -------- | ------- | ------------------ | ---------------- | -------------------- |
| Чоловіки | 9       | 3                  | 4                | 2                    |
| Жінки    | 12      | 2                  | 5                | 5                    |
| Разом    | 21      | 5                  | 9                | 7                    |